# Buchanania microphylla
Buchanania microphylla är en sumakväxtart som beskrevs av Adolf Engler. Buchanania microphylla ingår i släktet Buchanania och familjen sumakväxter. Inga underarter finns listade i Catalogue of Life.